# Ponte di San Gerardino
Il ponte di San Gerardino attraversa l'antico corso del fiume Lambro nel centro di Monza.
Il ponte prende il nome dalla vicina chiesetta di San Gerardino eretta sul luogo della casa del santo monzese e sede del primo ospedale cittadino.

## Caratteristiche
È un ponte in pietra e muratura, a tre archi, dei quali quello centrale è di maggiori dimensioni. Il percorso stradale è su due piani inclinati. Le pile di sostegno sono dotate delle usuali carenature in pietra per convogliare le correnti di piena.
Una data incisa in uno dei conci di pietra (1715) ne indica la data della costruzione del manufatto che sostituì un precedente ponte.

## Curiosità
Ogni anno, il 6 giugno, ha luogo qui la tradizionale Festa delle ciliegie in onore del santo compatrono di Monza.